# Rittergut Kleinzschocher

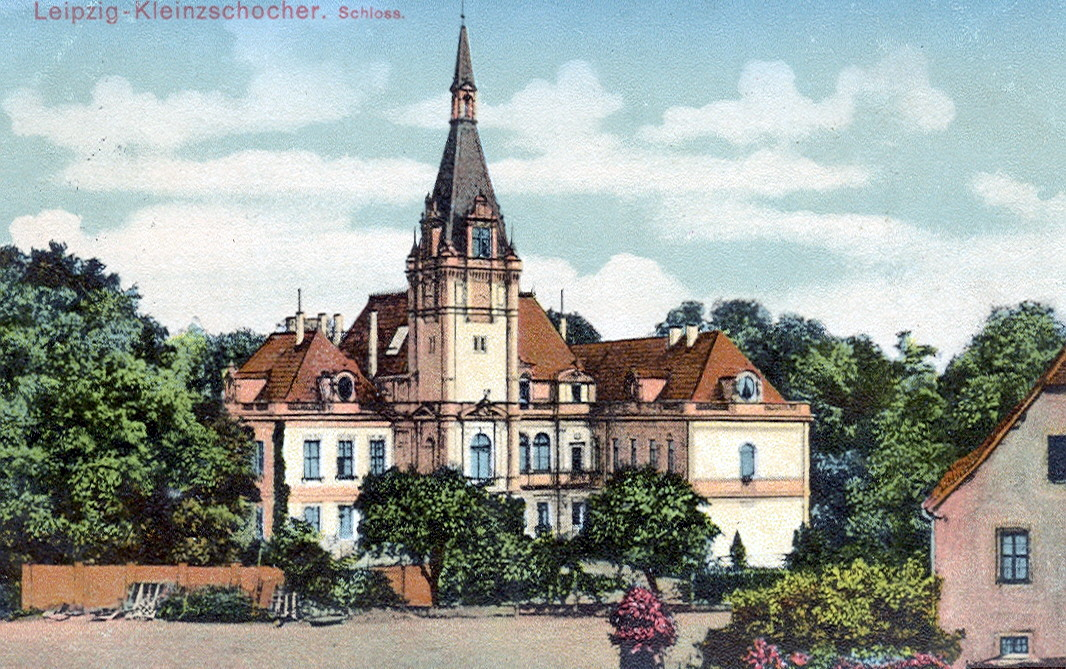
Schloss Kleinzschocher mit dem Schösserhaus (rechts) um 1915

Das Rittergut Kleinzschocher im Leipziger Stadtteil Kleinzschocher war ein Rittergut aus dem 17. Jahrhundert.

## Geschichte
Das Rittergut Kleinzschocher (auch später Schloss genannt), gelegen am heutigen Kantatenweg 31, wurde erstmals 1350 urkundlich erwähnt und zählte zu den größten in der Leipziger Umgebung. Neben großen Stallungen und anderen Wirtschaftsgebäuden war auch das (noch erhaltene) Schösserhaus Teil der Anlage. Der Schösser nahm für die adligen Gutsherren die Steuern ein. Das Rittergut war vom 16. bis zum 18. Jahrhundert im Besitz der Herren von Hahn (Hayn) und von Dieskau, gelangte dann an die Familien von Gersdorff, Kölz, von Grießheim und im 19. Jahrhundert an die Familien Hildebrand, Förster und den Verleger Christian Bernhard von Tauchnitz (1816–1895).

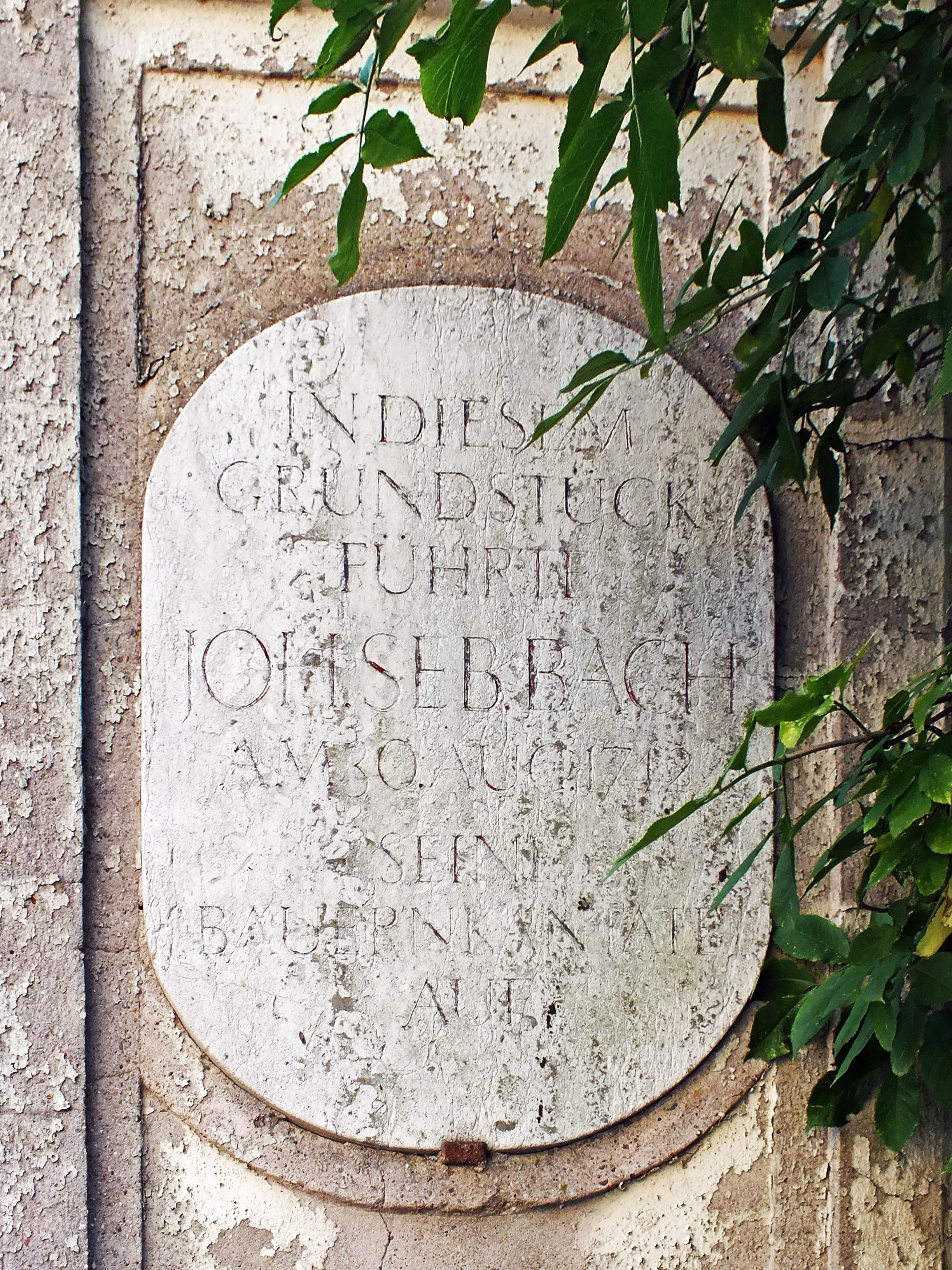
Erinnerungstafel der Bauernkantate am Schösserhaus

Seit 1649 war das Gut Kleinzschocher im Besitz derer von Dieskau. Anlässlich der Übernahme des Gutes durch den Kammerherren Carl Heinrich von Dieskau (1706–1782) brachte Johann Sebastian Bach (1685–1750) am 30. August 1742 seine Bauernkantate auf dem Gelände zur Uraufführung. An einer Säule des Eingangsportals neben dem Schösserhaus erinnert heute ein Medaillon an das Ereignis. Es war Bachs Kantate, die später dazu führte, der Straße den Namen Kantatenweg zu geben.

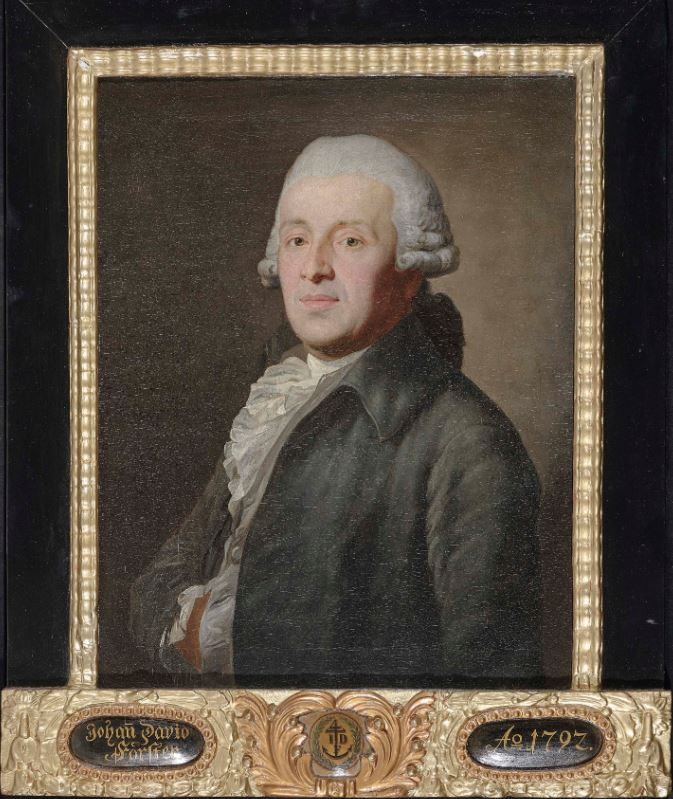
Bildnis des Leipziger Kaufmanns Johann David Förster

Um 1800 wurde das Schösserhaus zum Verwalterhaus. 1812 erwarb der Kaufmann Johann David Förster (1747–1817) den Komplex. Sein gleichnamiger Sohn gestaltete in den folgenden Jahren das nahe gelegene Hahnholz zu einem öffentlich zugänglichen Park mit dem heute noch erhaltenen Liebesdenkmal um – Ausgangspunkt des heutigen Volksparks Kleinzschocher.
1848 erwarb Christian Bernhard Tauchnitz das Gut und ließ 1855 am Herrenhaus durch den Architekten Oskar Mothes (1828–1903) einen Anbau errichten. Schlosscharakter bekam das Anwesen endgültig durch den Umbau mit Errichtung des Turmes 1865 durch Constantin Lipsius (1832–1894). Von Tauchnitz’ Sohn verkaufte die Anlage im Jahr 1920 an die Stadt Leipzig.
Im Zweiten Weltkrieg wurde sie fast vollständig zerstört. Das Schösserhaus und das Eingangsportal blieben unversehrt und werden saniert.